# КАМАЗ-6460
КАМАЗ-6460 — российский седельный тягач линейки третьего поколения, выпускаемый Камским автомобильным заводом (КАМАЗ) с 2003 года.

## Технические характеристики
- Колесная формула — 6х4
- Весовые параметры и нагрузки, а/м
  - Снаряженная масса а/м, кг — 9350
  - Нагрузка на седельно-сцепное устройство, кг — 16500
  - Полная масса полуприцепа, кг — 36500
  - Полная масса автопоезда, кг — 46000
- Двигатель
  - Модель — КАМАЗ-740.63-400 (Евро-3)
  - Тип — дизельный с турбонаддувом, с промежуточным охлаждением наддувочного воздуха
  - Мощность кВт(л.с.) — 294(400)
  - Расположение и число цилиндров — V-образное, 8
  - Рабочий объём, л — 11,76
- Коробка передач
  - Тип — механическая, 16-ступенчатая
- Кабина
  - Тип — расположенная над двигателем, с высокой или сверхвысокой крышей
  - Исполнение — с двумя спальными местами
- Колеса и шины
  - Тип колес — дисковые
  - Тип шин — пневматические
  - Размер шин — 315/80 R22,5
- Проходимость
  - Угол преодоления подъема, не менее, % — нет данных
  - Внешний габаритный радиус поворота, м — нет данных